# The Eyes of Love
The Eyes of Love ist eine von Quincy Jones (Musik) und Bob Russell (Text) geschriebene Komposition aus dem Jahr 1967. Der Song ist auch unter dem Titel Carol’s Theme bekannt.

## Hintergrund
Das Lied wurde für das Filmdrama 25 000 Dollar für einen Mann (Banning) geschrieben. Die im Film integrierte Version wurde von Gil Bernal gesungen. Jones und Russell waren mit dem Lied bei der Oscarverleihung 1968 für einen Oscar in der Kategorie Bester Song nominiert. Jones war der erste Afroamerikaner, der eine Nominierung in dieser Oscar-Kategorie erhielt.
Die	1967 veröffentlichte Promo-Single enthält neben der Version mit Bernals Gesang aus dem Soundtrack des Films weitere Versionen mit den Interpreten Trini Lopez, Jack Jones und Marlena Shaw sowie orchestrale Versionen von André Kostelanetz und Skitch Henderson. Auf seinem Jazz-Album You’ve Got It Bad Girl veröffentlichte Jones 1973 eine instrumentale Version des Stücks mit einem Mundharmonika-Solo von Toots Thielemans unter dem Titel Eyes of Love.
2021 veröffentlichte das Label La-La Land Records den kompletten von Jones komponierten Banning Original Motion Picture Soundtrack in einer auf 3000 Stück limitierten Ausgabe; The Eyes of Love ist in der Version mit Bernals Gesang das erste Stück des Albums.
Der Song wurde von weiteren Künstlern wie Mel Carter, The Günter Kallmann Chorus, Bobby Hackett, Pete Fountain, Earl Grant, Martin Denny und Eddie Johnson interpretiert.